# Letovice
Letovice (niem. Lettowitz) − miasto w Czechach, na Morawach, w kraju południowomorawskim. Według danych z 31 grudnia 2003 powierzchnia miasta wynosiła 5 102 ha, a liczba jego mieszkańców 6 799 osób.
Letovice leżą na Morawach, nad rzeką Svitavą.
W mieście jest stacja kolejowa Letovice.

## Demografia
| Rok             | 1970  | 1980  | 1991  | 2001  | 2003  |
| --------------- | ----- | ----- | ----- | ----- | ----- |
| Liczba ludności | 6 483 | 6 847 | 6 608 | 6 640 | 6 799 |

Źródło: Czeski Urząd Statystyczny